# Partîzanske, Simferopol
Partîzanske (în ucraineană Партизанське) este un sat în comuna Perove din raionul Simferopol, Republica Autonomă Crimeea, Ucraina.

## Demografie
Componența lingvistică a localității Partîzanske
     Rusă (71,36%)
     Tătară crimeeană (24,23%)
     Ucraineană (3,62%)
Conform recensământului din 2001, majoritatea populației localității Partîzanske era vorbitoare de rusă (71,36%), existând în minoritate și vorbitori de tătară crimeeană (24,23%) și ucraineană (3,62%).